# Agrupació Esportiva Sedis Bàsquet
L'Associació Esportiva Sedis Bàsquet, anomenat com Cadí la Seu per motius de patrocini, és un club català de bàsquet de la ciutat de La Seu d'Urgell.
El club fou fundat per Francesc Font Domènech l'any 1965 amb la formació d'un equip sènior masculí amb el nom d'UDSU-Maxcali. L'any 1969 adoptà el nom AE Sedis Bàsquet. El club inicià una tasca de promoció del bàsquet als col·legis, sobretot a La Salle, i es crearen tres equips juvenils amb noms de Sedis Fènix, Sedis Tigres i Sedis 70. La temporada 1970-71, de la mà d'en Lluís Vilarrubla neix el primer equip femení. L'equip femení és la secció més destacada de l'entitat. Aconseguí l'ascens a la Lliga Femenina la temporada 2006-07, on ha jugat des d'aleshores. Entre d'altres èxits, el club urgellenc ha guanyat set Lligues catalanes (2007, 2015, 2016, 2021, 2022, 2023 i 2024). aconseguí la tercera posició de la Lliga estatal la temporada 2018-19, com també ha disputat 3 edicions de la Copa de la Reina arribant a semifinals l'edició de 2019, i a l'EuroCup Women, on ha participat també en 4 ocasions arribant a quarts de final, com a màxim històric, la temporada 2022-23.
Les instal·lacions utilitzades pel club per ordre cronològic han estat les següents: Camp del Codina, Càmping Envalira, Col·legi la Salle, Càmping Envalira, Pavelló Poliesportiu, Col·legi la Salle, Pavelló Poliesportiu, Palau d'Esports. Entre d'altres jugadores, destaquen Andrea Vilaró, campiona de l'Eurobasket 2019 amb la selecció espanyola, Georgina Bahí, Ariadna Pujol, Laura Peña, Anna Palma.

## Palmarès
- 7 Lligues catalanes de bàsquet femenina (2007, 2015, 2016, 2021, 2022, 2023 i 2024)
- 1 Lliga espanyola de bàsquet femenina 2 (2006-07)
- 1 Copa Pirineus: 1973[3]